# 拉娃谷倖
拉娃谷倖（1974年2月5日—，原名拉娃谷倖，漢名呂真怡）是台灣女性新聞工作者，為新竹縣五峰鄉出身的泰雅族原住民，曾任東森電視台記者、TVBS新聞台整點新聞及假日新聞主播、TVBS新聞台《當掌聲響起》製作人、原住民族電視台《原視午間新聞》及《原視晚間新聞》主播。後接任原住民族文化事業基金會執行長。

## 婚姻
- 2006年9月24日，於家鄉與東森電視台新聞部生活組召集人蔡慶立訂婚，訂婚儀式是泰雅族的傳統訂婚禮。同年10月29日舉行婚宴，席開38桌，婚禮儀式融合原住民與西方禮儀。
- 2007年7月6日剖腹產下一女嬰，取名蔡恬馨，原住民名「哈娜」。
- 2010年9月27日剖腹產下一男嬰，原住民名為「哈勇」。[1]
- 2014年10月30月，據蘋果日報報導，拉娃已與蔡慶立離婚。[2]

## 學歷
- 台灣藝術大學廣播電視學系
- 台北藝術大學藝術與人文與教育研究所

## 曾主持過的節目
| 時間          | 頻道           | 節目             | 備註                           |
| 時間待查—至今 | TVBS-NEWS      | 《整點新聞》     | 多主持晨早六時至午間的整點新聞 |
| 時間待查—至今 | TVBS-NEWS      | 《食尚玩家》     | 整點新聞小專題單元             |
| 2008年—至今   | 原住民族電視台 | 《原視午間新聞》 |                                |
|               | 原住民族電視台 | 《新聞不插電》   |                                |
|               | 原住民族電視台 | 《原視晚間新聞》 |                                |